# Manuel Sierra Pomares
Manuel Sierra Pomares (Borja, 10 de febrero de 1887 - Madrid, 1965) fue un político y empresario español del siglo XX.

## Biografía
Natural de Borja, era hijo de un abogado. Fue el mayor de tres hermanos. Manuel siguió los pasos paternos y fue licenciado en Derecho. Consta igualmente como propietario agrícola.
Desde 1911 fue juez en Sariñena tras lo que ocupó cargos en las audiencias de Jaén y Huesca. En 1919 se casó, convirtiéndose en concuñado del militar Rafael de Valenzuela y Urzaiz.
Durante la dictadura de Primo de Rivera ocupó cargos empresariales en Campsa. Se unió a la Asociación Católica de Propagandistas en 1928. En 1933 formó parte del primer consejo de la aseguradora Mapfre, creada para asegurar a los trabajadores del campo según las nuevas normativas laborales aprobadas durante la Segunda República española.
Posteriormente durante dicha Segunda República fue elegido diputado a Cortes en la lista de la coalición conservadora CEDA a la provincia de Zaragoza. Se vio involucrado en un incidente violento durante un mitin en Novallas, que acabó con un muerto. Terminaría pasándose al grupo parlamentario de Renovación Española. Cesó en su escaño en 1936.
Durante la guerra civil española y la Segunda Guerra Mundial realizó actividades diplomáticas ante la Alemania nazi, siendo en 1941 el representante español en la Sociedad Hispano-Marroquí de Transportes, que hacía de tapadera para el tráfico de armas. Del periodo también consta su amistad con otras figuras del conservadurismo aragonés como Juan Moneva.
Se dedicó tras la política al sector privado, siendo especialmente recordado por su intento de mantener el ferrocarril de Cortes a Borja. Consta su vinculación a los sectores monárquicos, siendo considerado cercano a Juan de Borbón.